# Czarny kocioł (powieść)
Czarny kocioł (far. Den sorte gryde) – powieść farerskiego pisarza Williama Heinesena z 1949. Stanowi jeden z pierwszych epickich obrazów zbiorowości zamieszkującej Wyspy Owcze.
W powieści zawarty jest obraz procesów dezintegrujących społeczność Wysp podczas pięcioletniej okupacji angielskiej, która była okresem ogromnej hossy gospodarczej dla jej mieszkańców. Anglicy wydobyli kraj z nędzy lat trzydziestych. Szybkie wzbogacenie przyniosło części mieszkańców olbrzymi awans społeczny, jednak niektórzy Farerzy przypłacili je cierpieniem i śmiercią. Autor sportretował m.in. żołnierzy okupujących wyspy oraz kupców nabywających na potrzeby armii alianckich każdą ilość ryb złowionych na zaminowanych i śmiertelnie niebezpiecznych dla rybaków akwenach. Według autora gwałtowne zmiany nie były naturalne, konieczne i potrzebne, a wywołane przez nienormalną sytuację wojenną. Wskazał na to, że ceną za fortuny spekulantów było życie i zdrowie biedaków. Ilustrowały to losy rodziny Berghammerów, gdzie Ivar zginął na statku, Liva została zgwałcona i oszalała, Thomea popełniła zbrodnię, a zboczeniec Opperman (na którego statku zginął Ivar) stał się bohaterem narodowym. Liczne są opisy bójek w barach, pijatyk, czy sekciarskich misteriów odprawianych przez piekarza Szymona. Dzieło przepełnione jest też wątkami erotycznymi. Powieść jest gorzka i pozbawiona wiary w naturalny postęp moralny oraz wartości warstwy mieszczańskiej. Stanowiła podwalinę kontestatcyjnego pokolenia pisarzy, które właśnie miało nadejść.
Tytułowy Czarny Kocioł to symbol zatoki pełnej ciemnych tajemnic, niegodziwości, zazdrości i bólu.